# Конфлікт щодо острова Тузла

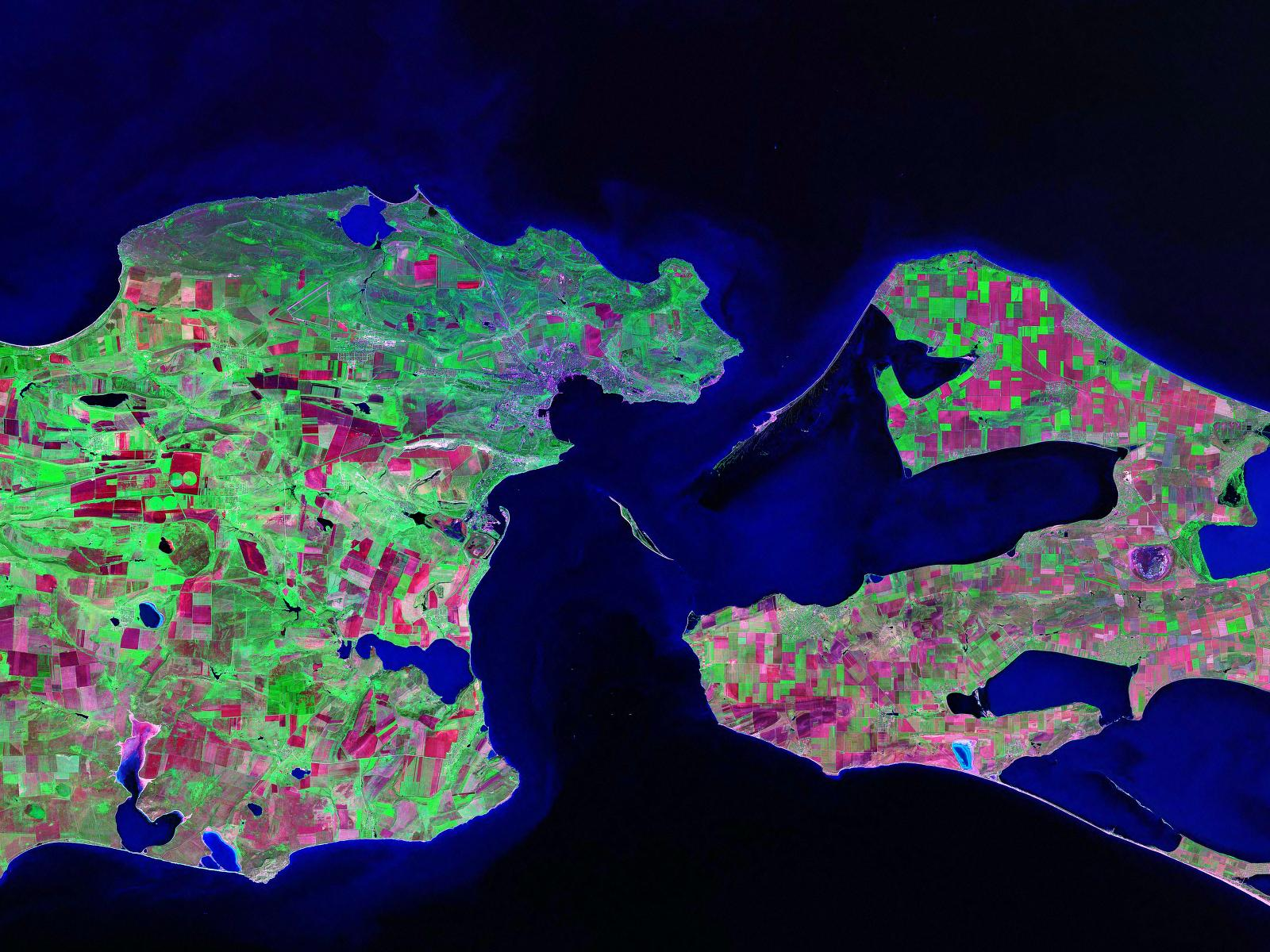
Керченська протока напередодні конфлікту

Конфлікт навколо острова Тузла — кризовий момент в українсько-російських відносинах, спричинений спорудженням Росією дамби в Керченській протоці від Таманського півострова до острова Тузла у 2003 році. На думку аналітиків, метою конфлікту було вчинення тиску на Україну стосовно делімітації кордону в Керченській протоці та Азовському морі.

## Історія конфлікту

### Передумови
Острів Тузла утворився внаслідок розмиву через сильний шторм 1925 р. вузької коси, яка продовжувала Таманський півострів (Краснодарський край, Російська РФСР). Утворений острів площею у 3 км² (довжина острова — 6,5 км, ширина — близько 500 м) 7 січня 1941 року указом Президії Верховної ради РРФСР передали Кримській АРСР, яка у статусі Кримської області 19 лютого 1954 року увійшла до складу Української РСР.

### Після розпаду СРСР
На противагу документам, підписаним у 1940-50-ті роки, Москва відмовлялася визнати Тузлу островом, наполягаючи на тому, що це коса і що Україні була передана лише континентальна частина Криму. Крім того, в Росії пояснювали свої дії «необхідністю запобігти розмиванню Таманського півострова», а також наводили безглуздий «історичний факт» про те, що начебто «рівень моря в античні часи був на 4 метри нижчим за нинішній», а тому «острів Тузла був великою ділянкою суші й частиною Тамані».
Росія також вимагала спільного використання Азово-Керченської акваторії і погоджувалася встановити кордон з Україною лише по дну, але не по воді.
1997 року у РФ вийшла друком книга «Коса Тузла: перечисленная территория», виготовлена О. Травніковим — депутатом законодавчих зборів Краснодарського краю, професором кафедри міжнародного права південно-російського інституту міжнародних відносин, а ще — випускником вищої школи КДБ СРСР. У цьому тексті є така фраза:
В политике маленькая Коса Тузла в Керченском проливе — это не мелочь. Это принцип. Принцип отстаивания национальных интересов России. А принципы не могут быть предметом торга.
2002 року депутат О. Травніков засновує «крайовий депутатський комітет» з повернення острова Коса Тузла під юрисдикцію РФ. Протягом року члени комітету надіслали декілька листів-звернень на адресу Путіна та держдуми РФ з вимогою вчинити дії, спрямовані на те, аби надати острову статусу російської території. У разі ж якщо Україна добровільно не віддасть Тузлу, «комітетівці» пропонували висадити поблизу Керчі військовий десант.

### Хід конфлікту
16 вересня 2003 року Путін здійснив робочий візит до Краснодарського краю, за підсумками якого повідомив про затвердження плану «взаємодії міністерств і відомств для розв’язання проблеми воєнно-дипломатичної присутності Росії в Чорноморсько-Азовському регіоні». 18 вересня відбулося засідання адміністрації Краснодарського краю, на якому було ухвалено «технічне» рішення про будівництво дамби у Керченській протоці. 27 вересня українські прикордонники зафіксували підхід до рибальського причалу на острові Коса Тузла катера з двома російськими репортерами з телеканалу НТВ, котрі розпитували місцевих мешканців про їхнє ставлення стосовно приєднання острова до РФ[джерело?]. 29 вересня Росія розпочала активну фазу будівництва дамби до українського острова Тузла. 30 вересня МЗС України направило МЗС РФ першу ноту протесту, що залишилася без відповіді.
22 жовтня в Сімферополі перед будинком кримського парламенту відбувся проросійський мітинг, учасники якого заявили про готовність передати росії разом з островом Тузла весь Крим. Акцію організували проросійські організації «Російська Громада Криму», «Руський Блок», комуністи та інші.
23 жовтня будівництво дамби зупинили після того, як будівельники досягли українського прикордонного понтона і між українськими прикордонниками й російськими будівельниками залишалося близько 100 метрів. Того ж місяця Україна провела військові навчання з пусками ракет поблизу мису Чауда в районі Керченського півострова в Криму.
У листопаді прем'єр-міністри РФ та України домовились про припинення подальшого будівництва дамби. 2 грудня Тузлі відкрилася нова прикордонна застава.

### Наслідки
У липні 2005 року в результаті чергових консультацій України та Російської Федерації 12-13 липня пресслужба МЗС України оголосила, що Росія визнала приналежність Україні острова Коса Тузла і «вод навколо нього». Проте в Департаменті інформації й друку МЗС РФ у відповідь на таку інформацію сказали: «правовий статус острова Тузла залишається невизначеним».
У березні 2014 року острів був анексований Росією в ході Анексії Криму.

## Позиції сторін

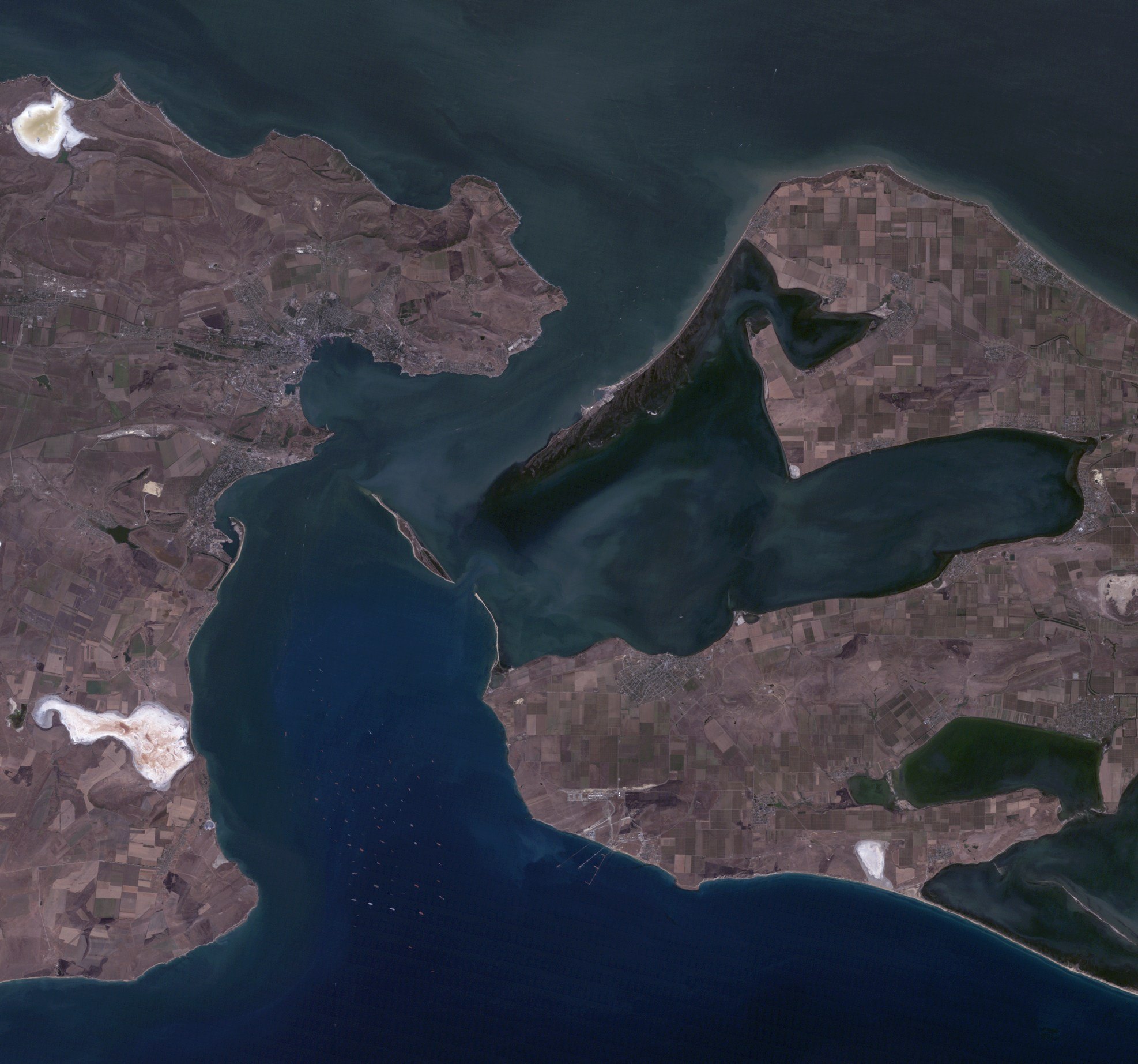
Керченська протока після спорудження дамби

- Україна наполягала на тому, що Азовське море і Керченська протока повинні бути внутрішніми водами України та Російської Федерації, розділеними державним кордоном. За таким принципом розмежування Тузла належить до України.
- Росія наполягала на тому, що офіційно чітко проведені кордони як в акваторії Азовського моря, так і в Керченській протоці відсутні, а також відмовлялася визнати Тузлу островом, наполягаючи на тому, що це коса. Крім того, Росія вказувала на те, що тільки континентальна частина Криму відійшла Україні. Росія пропонувала спільне використання Азово-Керченської акваторії, згодившись з установленням державного кордону тільки по дну, але не по водній поверхні.

## Хронологія розв'язання конфлікту
- 30 вересня 2003 МЗС України направило МЗС Росії ноту протесту.
- 6 жовтня 2003 міністр закордонних справ України Костянтин Грищенко прямує до Москви на перемовини з приводу конфлікту.
- Для особистої участі у розв'язанні конфлікту президент України Леонід Кучма терміново перериває візит у Латинську Америку і прямує на Тузлу.
- Українські дипломати дали зрозуміти американській стороні, що вимагатимуть термінових консультацій, передбачених шостою статтею Будапештського меморандуму. Після того відбулася розмова президентів України й Росії[3].
- 22 жовтня 2003 Верховна Рада проводить слухання про українсько-російські відносини.
- 23 жовтня 2003 будівництво дамби зупинили. Між українськими прикордонниками й російськими будівельниками залишалося близько 100 метрів.
- У листопаді 2003 прем'єр-міністри Росії та України домовились про припинення подальшого будівництва дамби.
- 2 грудня 2003 на Тузлі відкрилася нова прикордонна застава.
- У липні 2005 року в результаті чергових консультацій України та Російської Федерації 12-13 липня пресслужба МЗС України оголосила, що Росія визнала приналежність Україні острова Коса Тузла і «вод навколо нього». Проте в Департаменті інформації й друку МЗС РФ у відповідь на таку інформацію сказали: «правовий статус острова Тузла залишається невизначеним».